# شرشور
جنس الشُرْشُور   أو البِرْقِش (الاسم العلمي: Fringilla) هي مجموعة صغيرة من شرشوريات العالم القديم، والتي هي النوع الوحيد نم أسرة شرشوراوات.
وهو جنس عصافير من الجواثم المخروطيات المناقير. أنواعه عديدة تُشبه الدوري لكنها أكبر قدَّاً. أثوابها متداخلة الألوان. جوانحها مستطيلة. أذنابها فارقة. أرساغها نحيلة. إناثها أصغر قداً من ذكورها. وهي من القواطع تألف الغابات والحدائق والبراري. قوتها البزور البرية وبعض الحشرات والهوام. تدثن في الاشجار الظليلة إناثها وتضع من 4 إلى 5 بيضات تحضنها بمناوبة الذكور.
الأنواع الأربعة هي:
- الحسون الظالم (coelebs Fringilla)
- حسون كناريا الكبرى الأزرق (Fringilla polatzeki)
- حسون تنريفي الأزرق (Fringilla teydea)
- الشرشور جبلي (montifringilla Fringilla)